# Dinagat
Dinagat ist eine philippinische Stadtgemeinde in der Provinz Dinagat Islands. Sie hat 10.632 Einwohner (Zensus 1. August 2015).

## Baranggays
Dinagat ist politisch in zwölf Baranggays unterteilt.
- Bagumbayan
- Cab-ilan
- Cabayawan
- Cayetano
- Escolta (Pob.)
- Gomez
- Justiniana Edera
- Magsaysay
- Mauswagon (Pob.)
- New Mabuhay
- Wadas
- White Beach (Pob.)